# Golden Boy (Manga)
Golden Boy (Eigenschreibweise in Versalien) ist ein Manga von Tatsuya Egawa, der ab 1992 in Japan veröffentlicht wurde. Das Werk ist ins Genre Etchi einzuordnen und wurde als Anime adaptiert.

## Inhalt
Golden Boy handelt von Kintaro Oe, einem 25-jährigen Studienabbrecher, der mit seinem Mountainbike durch Japan reist, um in „der Schule des Lebens“ zu lernen.
Im Laufe der Geschichte nimmt er verschiedene Jobs an. Unter anderem in einer Software-Firma mit dominanter Chefin, oder als Wahlhelfer für einen hartnäckigen Politiker samt intriganter Tochter. Auch arbeitet er für einen Restaurantbesitzer, dessen naive Tochter von einem Betrüger bedrängt wird.
In den jeweiligen Betrieben begegnen ihm hübsche junge Damen, zu denen er sich schnell hingezogen fühlt. Die jeweils geschilderte Arbeitssituation bestimmt dabei den Rahmen der Handlung. Zwar gelingt es Kintaro in jeder Folge, die Mädchen und die Arbeitgeber für sich zu begeistern, jedoch kommt es nie zu einer Liebesbeziehung bzw. einer festen Anstellung, da diese ihre tiefere Leidenschaft für Kintaro erst dann entdecken, wenn er aufgrund von falschen Anschuldigungen entlassen wurde.

## Veröffentlichung
Der Manga erschien in Japan von 1992 bis 1998 im Manga-Magazin Super Jump beim Verlag Shūeisha und dann in zehn Sammelbänden.
Auf Deutsch erschien der Manga ab Dezember 2001 bei Carlsen Comics in einer Übersetzung von Marcus Wehner. Band 6 hat eine Altersempfehlung ab 18 Jahren. Eine französische Fassung erschien bei Dybex.
Von 2010 bis 2011 wurde der Manga als Golden Boy II – Sasurai no Obenkyō Yarō: Geinōkai Ōabare Hen (GOLDEN BOY II 〜さすらいのお勉強野郎 芸能界大暴れ編〜, „Golden Boy: Der umherwandernde, studierende Bursche: Randale in der Welt des Showbusiness“) im Magazin Business Jump fortgesetzt und diese Kapitel in zwei Sammelbänden zusammengefasst.

## Anime-Adaption
1995 produzierte das Studio A.P.P.P. die sechsteilige Original Video Animation Golden Boy: Sasurai no Obenkyō Yarō (GOLDEN BOY さすらいのお勉強野郎, dt. „Golden Boy: Der umherwandernde, studierende Bursche“) auf Grundlage des Mangas. Regie führte Hiroyuki Kitakubo, das Charakterdesign entwarf Toshihiro Kawamoto und die künstlerische Leitung hatte Toshihiro Kawamoto inne. Die Folgen wurden vom 27. Oktober 1995 bis zum 28. Juni 1996 in Japan veröffentlicht.
Der Anime wurde unter anderem ins Englische, Französische, Russische und Spanische übersetzt. Die deutsche Fassung wurde vom 28. März bis zum 9. Juni 2001 durch MTV ausgestrahlt. Sie erschien auch bei Dybex auf DVD.

### Synchronisation
Die deutsche Synchronisation stammt von Arena Synchron.
| Rolle          | Japanischer Sprecher (Seiyū) | Deutscher Sprecher |
| -------------- | ---------------------------- | ------------------ |
| Kintaro Oe     | Mitsuo Iwata                 | Timmo Niesner      |
| Firmenchefin   | Hiromi Tsuru                 | Heide Domanowski   |
| Chie           | Mika Kanai                   | Berenice Weichert  |
| Reiko Terayama | Sakiko Tamagawa              | Diana Borgwardt    |
| Erzähler       | Gorō Naya                    | Erich Räuker       |

### Musik
Die Musik des Animes komponierte Joyo Katayanagi. Der deutsche Vorspanntitel ist My Golden Boy von den Computerjockeys und wurde extra von MTV in Auftrag gegeben.  Der Abspanntitel Study A Go! Go! von Golden Girls.

## Rezeption
Die Zeitschrift AnimaniA kritisiert den Manga als im Vergleich zum Anime inhaltlich anspruchslos und nur für Hentai-Fans geeignet. Der Manga gehöre zu den Werken, die das Medium in Verruf bringen und es sei verwunderlich, dass Carlsen Comics diesen in sein Programm genommen hat. Der Anime dagegen zeichne sich durch frivolen Witz und platten Humor aus.
Malindy Hetfeld von Splashcomics schreibt von „ekelhaften Sexszenen“ und niveaulosen Witzen im Manga, sodass dieser nur für Hentai-Fans interessant sei. Spätere Bände seien besser, die Handlung sei aber häufig wirr. Auch nehme die Qualität der Zeichnungen immer mehr ab.
In der Funime wird der Anime als „abgedrehte Sexkomödie mit einer interessanten Story“ bezeichnet, die jedoch nicht jedermanns Sache sei. Das Charakterdesign wird als konventionell beschrieben, auch wenn es bei Kintaros Grimassen ins „Abstoßend-Realistische“ umschlage.